# هيو ميلس
هيو ميلس (بالإنجليزية: Hugh Mills)‏ هو لاعب اتحاد الرغبي نيوزيلندي، ولد في 16 مايو 1873 في تيمارو ‏ في نيوزيلندا، وتوفي في 26 مارس 1905 في نيو بلايموث في نيوزيلندا.